# تمرد طالبان
بدأ تمرّد طالبان بعدما فقدت الحركة سلطتها خلال الحرب في أفغانستان، والتي بدأت عام 2001. حاربت قوات طالبان الحكومةَ الأفغانية، التي ترأسها سابقًا الرئيس حامد كرزاي، والتي يترأسها اليوم أشرف غني، وقاتلت طالبان أيضًا قوات المساعدة الدولية لإرساء الأمن في أفغانستان، والتي تقودها الولايات المتحدة؛ أسفر هجوم طالبان 2021 عن انهيار حكومة أشرف غني.
انتشر التمرد من الحدود الأفغانية الباكستانية ليصل إلى باكستان المجاورة، فوصل التمرّد إلى خيبر بختونخوا. أجرت طالبان عمليات حربية ضد قوات الأمن الوطنية الأفغانية وحلفائها من قوات الناتو، بالإضافة إلى استهداف المدنيين. غالبًا ما اتُهمت الدول المجاورة، كباكستان وإيران والصين وروسيا خصيصًا، بتمويل ودعم المجموعات المتمردة.
يُعد هبة الله آخوند زاده قائد حركة طالبان، وهو رئيس مجلس شورى كويتا. انضمت إلى التمرد مجموعات أخرى، مثل شبكة حقاني والحزب الإسلامي وجماعات صغيرة تنتمي لتنظيم القاعدة.

## خلفية
عقب غزو الولايات المتحدة لأفغانستان عام 2001، هُزمت طالبان وترك الكثيرون من أتباعها الحركة، فانسحبوا إلى ملاذات آمنة في باكستان. في شهري مايو ويونيو من عام 2003، أعلن مسؤولون رفيعوا المستوى من الحركة أن طالبان أعادت تنظيم نفسها، وجاهزة لخوض حرب عصابات بهدف طرد الولايات المتحدة من أفغانستان. أوكل ملا عمر –قائد طالبان الأفغانية حينها– قادته بإجراء العمليات في 5 مناطق، وفوّض داد الله لتنفيذ العمليات في ولاية زابل.
في أواخر عام 2004، أعلن ملا عمر –قائد طالبان حينها– من مخبئة بداية التمرد ضد «أمريكا والدمى التابعة لها» (مثل قوات الإدارة الأفغانية المؤقتة) بهدف «استعادة سيادة بلادنا».
استغرقت عملية إعادة تنظيم طالبان بضعة سنوات، لكنها أعادت تصعيد حملة التمرد عام 2006.

## التنظيم
بحلول عام 2017، تألفت طالبان من 4 مجالس شورى مختلفة، وهي أشبه بالمجالس النيابية. المجلس الأول هو مجلس شورى كويتا، يخضع له مجلسان أصغر حجمًا هما شبكة حقاني ومجلس شورى بيشاور. تأسس مجلس شورى بيشاور في مارس 2005، ومقره الرئيس في شرق أفغانستان. يشكل المقاتلون السابقون في الحزب الإسلامي (الحزب الإسلامي قلب الدين نسبة إلى مؤسسه قلب الدين حكمتيار) أغلبية أعضاء مجلس بيشاور. أعلنت شبكة حقاني استقلالها عن مجلس شورى كويتا عام 2007، لكنها انضمت مجددًا إلى المجلس في أغسطس عام 2015. أما مجلس شورى بيشاور، فكان مستقلًا منذ عام 2009 وحتى عام 2016.
مجلس الشورى الثاني المستقل هو مجلس شورى الشمال، ومقره الرئيس في ولاية بدخشان. المجلس الثالث هو مجلس شورى مشهد الذي ترعاه إيران. أما المجلس الرابع، فهو مجلس شورى رسول الذي يتزعمه ملا محمد رسول، ويُعرف أيضًا بالمجلس الأعلى للإمارة الإسلامية.

## فترة إعادة تنظيم تمرد طالبان (2001 -2006)
عقب معركة تورا بورا وعملية أناكوندا التي نفّذها الأمريكيون، هُزمت حركة طالبان وترك الكثير من مقاتليها الحركة أو انسحبوا إلى أماكن آمنة في باكستان، وهناك بدؤوا المراحل الأولى لإعادة التنظيم.
ظهرت منشورات، ألقتها طالبان وجماعات أخرى، في مختلف البلدات والأرياف في أوائل عام 2003، وحثّت تلك المنشورات المسلمين المؤمنين على الانتفاضة ضد القوات الأمريكية والمقاتلين الأجانب وخوض حرب مقدسة ضدهم. في 27 يناير عام 2003، وخلال عملية مانغوس (عملية النمس)، هاجمت القوات الأمريكية فرقة من المقاتلين تمركزت في مجمّعٍ ضمن كهوف جبال هدي غار، الذي يبعد نحو 25 كيلومتر شمال بلدة سبين بولدك. ذُكر مصرع 18 مقاتل من طالبان، بينما لم تُذكر أي إصابات في صفوف قوات الولايات المتحدة. اشُتبه بكَوْنِ الموقع قاعدةً للإمدادات والمقاتلين القادمين من باكستان. كانت الهجمات الأولى المعزولة ضخمة نسبيًا. ظهرت فرق طالبان أيضًا ضمن الأهداف الأفغانية في تلك الفترة تقريبًا.
في مايو 2003، أعلن عبد السلام –رئيس قضاة المحكمة العليا لطالبان– عودة حركة طالبان، وانتظامها وتسلحها مجددًا، وجاهزيتها لبدء حرب العصابات بهدف طرد القوات الأمريكية من أفغانستان. فوّض ملا عمر قادته بأداء عمليات في 5 مناطق مختلفة، وأوكل داد الله مسؤولية تنفيذ العمليات في ولاية زابل.
أسست طالبان معسكرات تدريبية صغيرة متنقلة على طول الحدود لتدريب المتطوعين في حرب العصابات، وفق ما قاله ملا محمد مالانغ في يونيو 2003، وهو أحد كبار المقاتلين في صفوف طالبان. جاء معظم المتطوعين من المدارس الإسلامية في المناطق القبلية ضمن باكستان. برزت القواعد العسكرية لطالبان، بعضها يحوي ما لا يزيد عن 200 مقاتل، في المناطق القبلية بحلول صيف عام 2003. لم تكن رغبة باكستان واضحة حيال منع هذا التسلل من أراضيها، ولم تكن العمليات العسكرية للجيش الباكستاني مجدية أيضًا.
تزامنًا مع مرور صيف عام 2003، تزايد تكرار هجمات طالبان تدريجيًا. توفي عشرات الجنود الأفغان الحكوميين، بالإضافة إلى موظفي الإغاثة الإنسانية التابعين لمنظمات غير حكومية، وعدد من الجنود الأمريكيين خلال تلك الغارات والكمائن والهجمات الصاروخية. بالإضافة إلى حرب العصابات، لجأ مقاتلو طالبان إلى تجنيد قوات من قبائل دايجوبان –قبائل الهزارة– في ولاية زابل. قررت طالبان تأسيس قاعدة لها هناك. على مدار فصل الصيف، انتقل إلى هناك نحو 1000 مقاتل. قُتل أكثر من 220 شخص، من بينهم عشرات عناصر الشرطة الأفغانية، في شهر أغسطس عام 2003.
أعلنت قوات الولايات المتحدة الأمريكية إجراء عملية برية في أفغانستان، دُعيت عملية الضربة الباسلة، في 19 مارس عام 2003، وانخرطت فيها الكتيبتان الأولى والثانية من فوج المشاة المظلي 504، بالإضافة إلى قوات رومانية وأفغانية. انتقلت القوات المشتركة عبر قندهار وأجزاء من جنوب أفغانستان بهدف القضاء على قوات طالبان المعادية وتدمير مخابئ الأسلحة، بالإضافة إلى جمع معلومات استخباراتية عن نشاط طالبان في المنطقة. عند انتهاء العملية في 24 مارس عام 2003، أسرت قوات التحالف 13 مقاتلًا يُشتبه بانتمائهم إلى حركة طالبان، وصادرت أكثر من 170 آر بي جي (قذائف صاروخية الدفع) و180 لغم أرضي و20 بندقية آلية ورشاش، بالإضافة إلى الكثير من الصواريخ والبنادق والقاذفات.
أنجز التحالف، بقيادة الولايات المتحدة، عملية أسبيري بارك في 2 يونيو عام 2004، و17 يونيو من العام نفسه. أجرى العملية فريق عمل كتيبة الإسناد الأولى/فوج البحرية السادس التابعة لوحدة الحملة البحرية الـ22، والتي انخرطت في قتال طالبان والقوات الأخرى المناهضة للتحالف في ولايتي أروزكان وزابل، وانتهت عملياتها في منطقة دايجوبان ضمن أفغانستان. اتصفت تلك العملية بالقتال اللانمطي من ناحية التكتيكات التي واجهتها طالبان وجماعات حرب العصابات الأخرى. انتهت العملية بمعركة كبيرة في 8 يونيو. خلال عملية أسبيري بارك، واجهت وحدة الحملة البحرية الـ22 خصمًا يعتمد على حفر الخنادق ومواجهة قوات البحرية، بدلًا من اتباع استراتيجيات الكر والفر (أو أسلوب الحرب غير المتكافئة) التقليدية. بناءً على ذلك، خاضت قوات مشاة البحرية معارك ضارية يوميًا بالاعتماد على قاذفة القنابل بي–1بي لانسر وطائرات إيه–10 وارثوغ ومروحيات إيه إتش–64 أباتشي، فتُوّجت العملية بمعركة ضخمة وقعت في الثامن من يونيو. وقعت آخر المعارك في مكانٍ قرب منطقة دايجوبان في الثامن من يونيو، وكانت معركة حاسمة أدت إلى استنزاف قوات طالبان إلى درجة غياب أي اتصال مع العدو خلال فترة العملية. فتحوّل الهجوم الثلاثي المتشعب الذي سعت طالبان لتنفيذه في 8 يونيو عام 2004 إلى عملية كارثية، انتهت بمقتل ما يزيد عن 85 مقاتلًا من طالبان، بينما تشير تقديرات أخرى إلى مقتل ما يزيد عن 100 مقاتل، ويُقدر عدد الجرحى بين 200 إلى 300، وعشرات الأسرى أيضًا. في المقابل، جُرح «مقدار ضئيل» من القوات الأمريكية والميليشيات الأفغانية خلال مدة العملية الكاملة.
في أواخر عام 2004 أعلن زعيم طالبان آنذاك الملا عمر عن تمرد ضد أمريكا وعملائها (أي قوات الحكومة الأفغانية المؤقتة) «لاستعادة سيادة بلدنا».
في أواخر يونيو حتى منتصف يوليو 2005 نفذت قوة العمليات الخاصة في البحرية الأمريكية عملية الأجنحة الحمراء وهي عملية عسكرية مشتركة في منطقة درہ پیچ بولاية كنر الأفغانية، على منحدرات جبل سوتالو سار، حوالي 20 ميل (32 كـم) غرب أسد أباد عاصمة ولاية كنر ، كان الهدف من عملية الأجنحة الحمراء تعطيل نشاط ميليشيات طالبان المحلية المناهضة للتحالف، وبالتالي المساهمة في الاستقرار الإقليمي وتسهيل انتخابات البرلمان الأفغاني المقررة في سبتمبر 2005. في ذلك الوقت كان نشاط مليشيات طالبان المناهضة للتحالف في المنطقة ينفذ بشكل ملحوظ من قبل مجموعة صغيرة، بقيادة رجل محلي من ولاية ننكرهار أحمد شاه الذي كان لديه تطلعات إلى بروز الأصولية الإسلامية الإقليمية. كان هو ومجموعته الصغيرة من بين الأهداف الأساسية للعملية. ولكن تلك العملية كانت انتكاسة للبحرية الأمريكية، حيث فشلت مؤقتا وانسحب المتمردون ليعودوا بعد ثلاثة أسابيع.
في الفترة ما بين 13 أغسطس و 18 أغسطس 2005، نفذت قوات مشاة البحرية الأمريكية عملية عسكرية سميت عملية صائدي الحيتان وقعت في ولاية كنر، بعد أسابيع فقط من عملية الأجنحة الحمراء الكارثية. ومثل العملية السابقة، كان الهدف من عملية صائدي الحيتان هو تعطيل نشاط ميليشيا طالبان المناهض للتحالف في المنطقة لدعم مزيد من الاستقرار في المنطقة من أجل إقبال الناخبين غير المرتبطين بالانتخابات البرلمانية الوطنية الأفغانية في 18 سبتمبر 2005. تم التخطيط لعملية صائدي الحيتان وتنفيذها من قبل الكتيبة الثانية من الفوج البحري الثالث (2/3). كان التركيز في العملية على خلية مليشيا مناهضة للتحالف بقيادة أحمد شاه، والتي كانت واحدة من 22 مجموعة محددة مناهضة للتحالف تعمل في المنطقة في ذلك الوقت، وكانت الأكثر نشاطًا. لأنها المسؤولة عن الكمين على سلاح البحرية التابع للبحرية وإطلاق النار على MH-47 الذي أسفر عن مقتل ما مجموعه 19 من أفراد العمليات الخاصة الأمريكية خلال عملية الأجنحة الحمراء. كانت عملية صائدي الحيتان بمثابة «تكملة» لعملية الأجنحة الحمراء من حيث أنها كانت تهدف إلى تعزيز استقرار الوضع الأمني في مقاطعة كنر المضطربة في شرق أفغانستان، وهو هدف طويل الأجل من القوات الأمريكية وقوات التحالف العاملة في المنطقة في ذلك الوقت. أثبتت عملية صيد الحيتان التي أجراها عدد من سرايا المشاة البحرية من 2/3 مع جنود الجيش الوطني الأفغاني الملحقين بها وبدعم من الطيران التقليدي للجيش والاستخبارات ووحدات القوات القتالية والوحدات الجوية الأمريكية نجاحها. فقد انخفض نشاط مليشيات طالبان المناهضة للتحالف بشكل كبير وكشفت المعلومات الاستخباراتية اللاحقة عن أن أحمد شاه أصيب بجروح خطيرة. فأحمد شاه الذي سعى إلى تعطيل الانتخابات البرلمانية الوطنية الأفغانية في 18 سبتمبر 2005، لم يكن قادرًا على القيام بأي عمليات مهمة مناهضة للتحالف لطالبان بعد عملية صائدي الحيتان في كنر أو الولايات المجاورة.

## 2006 التصعيد
تعرضت أفغانستان في 2006 لموجة من الهجمات بواسطة العبوات الناسفة والمفجرين الانتحاريين، خاصة بعد أن تولى الناتو قيادة القتال ضد المتمردين في ربيع ذات السنة. وقد أدان الرئيس الأفغاني حامد كرزاي علنا الأساليب التي تستخدمها القوى الغربية. فقال في يونيو 2006:
«حذرت المجتمع الدولي على مدار عامين بشكل منهجي ومتسق ويومي مما يحدث في أفغانستان والحاجة إلى تغيير النهج في هذا الصدد ... [يجب] على المجتمع الدولي إعادة تقييم الطريقة التي تتم بها هذه الحرب ضد الإرهاب»
تم إطلاق عملية الدفع الجبلي (Operation Mountain Thrust) في 17 مايو 2006. وفي يوليو أطلقت القوات الكندية بدعم من القوات الأمريكية والبريطانية والهولندية والدنماركية عملية ميدوسا. شنت قوة مشتركة من الهولنديين والأستراليين هجومًا ناجحًا بين أواخر أبريل ومنتصف يوليو 2006 لطرد طالبان من منطقتي تشورا والبلوتشي. وفي 18 سبتمبر 2006 شاركت القوات الخاصة الإيطالية التابعة لفرقة العمل 45 والقوات المحمولة جواً من فوج المشاة «ترست» التابع لفيلق الرد السريع المكون من القوات الإيطالية والإسبانية، في عملية (Wyconda Pincer) في مقاطعتي بلا بولوك وبشت رود، في ولاية فراه. قتلت القوات الإيطالية ما لا يقل عن 70 من طالبان. حقق الناتو انتصارات تكتيكية وطرد المعارضة من المنطقة، لكن طالبان لم تهزم بالكامل. استمرت عمليات الناتو حتى 2007.
وفي 29 مايو 2006 ذكر موقع The Spokesman-Review أن أفغانستان تواجه تهديدًا متزايدًا من مقاتلي طالبان المسلحين في الريف، فقدت شاحنة عسكرية أمريكية السيطرة من قافلتها في كابول واصطدمت باثنتي عشرة مركبة مدنية، مما أسفر عن مقتل شخص و جرح ستة اشخاص. غضب الحشد المحيط واندلعت أعمال شغب استمرت طوال اليوم وانتهت بمقتل 20 شخصًا وإصابة 160 آخرين. وقال متحدث عسكري أمريكي إنه عندما رشق حشد من حوالي 400 رجل بالحجارة وإطلاق النار، فاستخدمت القوات الأمريكية أسلحتها «للدفاع عن نفسها» أثناء مغادرتها المكان. أشار مراسل لصحيفة فاينانشيال تايمز في كابول إلى أن هذا كان اندلاع موجة من الاستياء على الأرض والعداء المتزايد للأجانب الذي كان يتزايد ويتراكم منذ سنة 2004، وربما يكون سبب ذلك أيضًا غارة جوية أمريكية قبل أسبوع في جنوب أفغانستان قتل 30 مدنياً، حيث افترضت أن طالبان كانوا يحتمون في منازل مدنية.
كما تم انتقاد المتمردين على سلوكهم. وبحسب منظمة هيومان رايتس ووتش، فإن قصف طالبان وهجماتها على المدنيين الأفغان (وبدرجة أقل الحزب الإسلامي لحكمتيار)، ورد أنها تصاعدت بشكل حاد في عام 2006، حيث قتل حوالي 669 مدنياً أفغانياً في ما لا يقل عن 350 هجومًا مسلحًا، يبدو أن معظمها تم إطلاقه عمدًا على مدنيين أو أهداف مدنية. 131 من هجمات المتمردين كانت انتحارية، وأسفرت عن مقتل 212 مدنيا (732 جريحا)، و 46 من أفراد الجيش والشرطة الأفغانية (101 جرحى)، و 12 جنديا أجنبيا (63 جرحى).
وقدرت الأمم المتحدة أنه في النصف الأول من 2011 ارتفع عدد القتلى المدنيين بنسبة 15٪ ووصل إلى 1462، وهو أسوأ عدد من القتلى منذ بداية الحرب وعلى الرغم من زيادة القوات الأجنبية.

### التسلسل الزمني
- يونيو:
  - 6 يونيو: انفجار عبوة ناسفة على جانب طريق يسفر عن مقتل جنديين أميركيين، ووقع الهجوم في ولاية ننجرهار. كما أدى تفجير انتحاري آخر في خوست إلى إصابة ثلاثة جنود أمريكيين.[87]
  - 15 يونيو: انفجار حافلة تقل عاملين إلى قاعدة أميركية مما أسفر عن مقتل 10 وجرح 15. تم وضع المتفجرات في الحافلة.[88]
- يوليو:
  - 1 يوليو: مقتل جنديين بريطانيين عندما تعرضت قاعدتهم لنيران أسلحة خفيفة وقذائف آر بي جي.[89]
- أغسطس:
  - 8 أغسطس: مقتل 4 جنود كنديين من الناتو في هجومين منفصلين. وتفجير انتحاري استهدف قافلة لحلف شمال الأطلسي أدى إلى مقتل 21 شخصا.[90]
  - 20 أغسطس: مقتل 3 جنود أمريكيين وجرح 3 آخرين في معركة مع مسلحي طالبان بعد انفجار قنبلة زرعت على جانب الطريق في دورية أمريكية.[91]
- سبتمبر:
  - 8 سبتمبر: أدى تفجير انتحاري كبير بسيارة مفخخة بالقرب من السفارة الأمريكية في كابل إلى مقتل 18 شخصًا بينهم جنديان أمريكيان.[92]
  - 10 سبتمبر: مقتل حاكم ولاية بكتيا جنوب شرق أفغانستان ومعه حارسه الشخصي وابن أخيه عندما فجر انتحاري نفسه بجوار سيارة الحاكم.[93]
- أكتوبر:
  - 14 أكتوبر: هجوم انتحاري في مدينة قندهار خلف 8 قتلى بينهم جندي من الناتو.[94]
  - 15 أكتوبر: مقتل جنديين كنديين عندما هاجم مسلحو طالبان قوات الناتو مستخدمين نيران الأسلحة الخفيفة وآر بي جي.[94]
- ديسمبر:
  - 6 ديسمبر: فجر انتحاري نفسه خارج مكتب متعهد أمني مما أسفر عن مقتل 7 بينهم أميركيان، ووقع الهجوم جنوب أفغانستان في قندهار.[95]
  - 19 ديسمبر: مقتل الملا أختر محمد عثماني -ورد أنه رقم 4 في مجلس شورى طالبان- في غارة جوية أمريكية في جنوب أفغانستان.[96]

## 2007

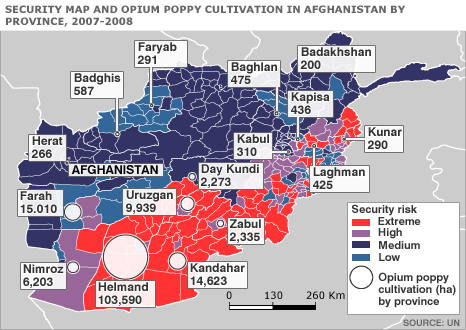
مخاطر الأمن الإقليمي ومستويات زراعة خشخاش الأفيون في 2007-2008.

استمرت طالبان في تفضيل تكتيك التفجيرات الانتحارية.
- ففي 2007 شهدت أفغانستان 140 تفجيرًا انتحاريًا - أكثر من السنوات الخمس الماضية مجتمعة - أسفرت عن مقتل أكثر من 300 شخص، العديد منهم من المدنيين.[97]
- ذكر تقرير للأمم المتحدة أن الجناة كانوا شبانًا متدنيّي التعليم وساخطين جندهم قادة طالبان من المدارس الباكستانية.[98]
- قدر المحللون الغربيون أن طالبان يمكنها نشر حوالي 10,000 مقاتل في أي وقت، وفقًا لتقرير صدر في 30 أكتوبر في صحيفة نيويورك تايمز. من هذا العدد يوجد حوالي «2000 إلى 3000 هم متمرّدون نشطون ومتفرغون للغاية» حسب الصحيفة. أما البقية فهم يعملون بدوام جزئي ويتكونون من شباب أفغان منعزلين وغاضبين من القصف أو القتال من أجل الحصول على المال. وفي 2007 ازداد عدد مقاتلي طالبان من الأجانب أكثر من أي وقت مضى، وفقًا لمسؤولين أفغان والولايات المتحدة. حيث قدر نحو 100 إلى 300 مقاتل بدوام كامل هم من الأجانب، عادة من باكستان وأوزبكستان والشيشان ودول عربية مختلفة وربما حتى تركيا وغرب الصين. وهم يميلون إلى أن يكونوا أكثر تعصبًا وعنفًا، وغالبًا ما يجلبون مهارات مثل القدرة على نشر مقاطع فيديو أكثر تعقيدًا على الإنترنت أو خبرة في صناعة القنابل.[99] كما ورد أن طالبان تسيطر الآن على ما يصل إلى 54٪ من أفغانستان.[100]

### التسلسل الزمني
- يناير:
  - 23 يناير: فجر انتحاري نفسه خارج قاعدة أمريكية في شرق أفغانستان، مما أسفر عن مقتل 10 أشخاص كانوا ينتظرون خارج القاعدة.[101]
- فبراير:
  - 2 فبراير: داهمت قوات طالبان بلدة في جنوب أفغانستان، ودمرت مركز الحكومة واحتجزت لفترة وجيزة بعض الأشخاص.[102]
  - 19 فبراير: استولت طالبان لفترة وجيزة على بلدة صغيرة في غرب أفغانستان بعد أن فرت الشرطة من المدينة، ودخلت قوات طالبان لمدة 30 دقيقة واستولت على ثلاث سيارات.[103]
  - 20 فبراير: فجر انتحاري نفسه خلال حفل افتتاح المستشفى مما أدى إلى إصابة جنديين من الناتو وعامل مستشفى.[104]
  - 27 فبراير: مقتل 23 شخصًا عندما هاجم انتحاري قاعدة عسكرية أمريكية، في قاعدة بغرام في مقاطعة بغرام بولاية بروان. وقع الهجوم بينما كان نائب الرئيس الأمريكي ديك تشيني في المجمع. لم يصب تشيني بأذى وكان هو الهدف المقصود للهجوم كما أعلنت حركة طالبان. وكان من بين القتلى جندي أمريكي وجندي كوري ومتعهد أمريكي.[105]
- مارس:
  - 4 مارس: هاجم انتحاري قافلة أمريكية مما أسفر عن مقتل 16 مدنياً، حيث بدأت الناقلة الأمريكية بعدها بإطلاق النار بشكل متقطع على سيارات مدنية من حولها. وفي حادثة منفصلة قتل جنديان بريطانيان عندما أصابهما صاروخ طالبان خلال اشتباكات في ولاية هلمند الجنوبية.[106]
  - 17 مارس: استهدف انتحاري قافلة عسكرية كندية مما أسفر عن مقتل شخص وإصابة ثلاثة، من بينهم جندي من الناتو. وقع الهجوم في قندهار.[107]
  - 19 مارس: انفجرت سيارة مفخخة بالقرب من قافلة للسفارة الأمريكية مكونة من ثلاث سيارات مما أدى إلى إصابة الكثيرين في القافلة.[108]
  - 27 مارس: قتل أربعة من ضباط الشرطة في ولاية هلمند الجنوبية بعد أن فجر انتحاري نفسه خارج مركز للشرطة.[109]
  - 29 مارس: فجر انتحاري بالقرب من كابل سيارة مفخخة بالقرب من سيارة مسؤول استخبارات أفغاني رفيع المستوى، مما أسفر عن مقتل 4 مدنيين.[110]
- أبريل:
  - 6 أبريل: قال كرزاي إنه تحدث إلى طالبان لإحلال السلام في أفغانستان.[111] وأشار إلى أن حركة طالبان الأفغانية «مرحب بها دائمًا» في أفغانستان، إلا أن المسلحين الأجانب ليسوا كذلك.[112]
  - 9 أبريل: مقتل ستة جنود كنديين في جنوب أفغانستان عندما انفجرت قنبلة على جانب الطريق. وأسفر تفجير منفصل على جانب طريق وقع أيضا في جنوب أفغانستان عن مقتل جندي آخر من حلف شمال الأطلسي وجرح آخر. وفي حادثة أخرى زعم بيان صادر عن المتحدث باسم طالبان أنهم قطعوا رأس مترجم لصحفي إيطالي مخطوف.[113]
  - 15 أبريل: قام انتحاري بضرب شركة أمنية أمريكية خاصة، مما أسفر عن مقتل أربعة أفغان يعملون في الشركة.[114]
  - 16 أبريل: مهاجم انتحاري ركض في ساحة تدريب للشرطة وفجر عبوته الناسفة وقتل 10 من رجال الشرطة وجرح العشرات. ووقع الهجوم في مدينة قندز الهادئة نسبيا. أعلنت حركة طالبان مسؤوليتها عن الهجوم.[114]
  - 20 أبريل: انفجارات منفصلة في جنوب أفغانستان أسفرت عن مقتل جنديين من الناتو.[115]
  - 22 أبريل: فجر انتحاري نفسه في مدينة شرق أفغانستان، مما أسفر عن مقتل ستة. كما انفجرت قنبلة على جانب الطريق في سيارة تابعة لجهاز المخابرات الأفغانية، فقتلت الأربعة الذين كانوا بداخلها.[116]
  - 30 أبريل: خرج مئات الأفغان إلى الشوارع في غرب أفغانستان، متهمين الجنود الأمريكيين بقتل عشرات المدنيين في القتال الذي قال التحالف إنه قتل 136 من طالبان في عملية استمرت ثلاثة أسابيع.[117]
- مايو:
  - 13 مايو: قتل الملا داد الله القائد العسكري الأعلى لطالبان في أفغانستان، في القتال في الجنوب.[96]
  - 23 مايو: أدلى القائد الميداني الأعلى لطالبان الملا مسعود داد الله شقيق الملا داد الله بأول تصريح علني له، قال فيه «إن طالبان ستواصل الجهاد حتى تغادر دول الاحتلال».[118]
- يوليو:
  - 19 يوليو: بدء أزمة الرهائن في كوريا الجنوبية بعد قيام طالبان بأخذ ثلاثة وعشرين من مبشرين مسيحيين من الكوريين الجنوبيين رهائن في مقاطعة غزني. وقتلت اثنين منهم في وقت لاحق من ذلك الشهر. وانتهت الأزمة في 30 أغسطس بإطلاق سراح الرهائن المتبقين بعد صفقة مع حكومة كوريا الجنوبية.[119]
- أغسطس:
  - 31 أغسطس: فجر انتحاري مركبته المفخخة بعد أن صدم ثلاث مركبات عسكرية عند البوابة العسكرية لمطار كابل الدولي. قُتل جنديان أفغان وأصيب عشرة.
- سبتمبر:
  - 29 سبتمبر: في محاولة للتوصل إلى حل وسط مع قادة طالبان، اقترح كرزاي مقايضة من خلال السماح للمسلحين بالحصول على مكان في الحكومة إذا توقفوا عن القتال. ورد قادة طالبان بالقول إنه لن يكون هناك حل وسط ما لم تغادر القوات المتدخلة مثل الناتو والولايات المتحدة.[120]
- نوفمبر:
  - 2 نوفمبر: مقتل مولوي عبد المنان، وهو شخصية مهمة في حركة طالبان على أيدي قوات الأمن الأفغانية. وأكدت طالبان وفاته.[121]

## 2008
حذرت الولايات المتحدة من أن حركة طالبان «اندمجت في تمرد مرن» سنة 2008، وسوف تحافظ أو تزيد من نطاق ووتيرة هجماتها. زادت هجمات متمردي طالبان في شرق أفغانستان بنسبة 40٪ مقارنة بالفترة نفسها من 2007.

### الجدول الزمني
- شهر فبراير
  - 24 فبراير: أدى ضعف الاستخبارات العسكرية إلى تقارير متضاربة عن هجوم ربيع محتمل لطالبان.[123][124]
- شهر أغسطس
  - 19 أغسطس: قتلت قوات طالبان 9 جنود فرنسيين (والعاشر توفي في حادث) بالقرب من كابل.[125]
- أكتوبر
  - 6 أكتوبر: ذكرت شبكة سي إن إن أن طالبان وعبر وسطاء سعوديين تتفاوض لإنهاء الصراع في أفغانستان، وأن طالبان قد انفصلت عن القاعدة.[126]
- ديسمبر:
  - 7 ديسمبر: شن 200 من مسلحي طالبان بقذائف آر بي جي وأسلحة آلية هجومين على مستودعات إمداد تابعة لحلف شمال الأطلسي خارج بيشاور ودمروا 100 مركبة مليئة بالإمدادات المخصصة لدعم جهود الناتو في أفغانستان.[127][128]

## 2009
استعادت طالبان في سنة 2009 السيطرة على العديد من مقاطعات الولايات الأفغانية. وفي أغسطس 2009، بدأ قادة طالبان في ولاية هلمند بإصدار «تأشيرة» من «إمارة أفغانستان الإسلامية» للسماح بالسفر من وإلى عاصمة الولاية لشكر كاه.

### الجدول الزمني
- يونيو:
  - 30 يونيو: أسرت طالبان الجندي الأمريكي بو روبرت برغدال في جنوب أفغانستان.
- يوليو:
  - 18 يوليو: أصدرت طالبان شريط فيديو يظهر بيرغدال يجري مقابلة مع أحد خاطفيه.[130]
- أغسطس:
  - 12 أغسطس: المتحدثون باسم طالبان يهددون الجمهور بعدم التصويت في الانتخابات الرئاسية المقبلة.[131]
  - 15 أغسطس: 2009 قصف مقر الناتو في أفغانستان: انفجار سيارة مفخخة خارج مقر حلف شمال الأطلسي [الإنجليزية] في كابل، مما أسفر عن مقتل سبعة على الأقل وإصابة ما يقرب من 100. وردت أنباء عن وجود قوات إيساف بين الجرحى.[132]
  - 25 أغسطس: انفجار هائل لسيارة مفخخة هز قندهار، مما أسفر عن مقتل ما لا يقل عن 30 وإصابة العشرات بانهيار المباني في وسط المدينة. ويأتي الهجوم بعد إعلان النتائج الأولى للانتخابات الرئاسية.[133] مقتل أربعة جنود أمريكيين في انفجار عبوة ناسفة في جنوب أفغانستان، مما رفع خسائر إيساف إلى 295، متجاوزًا عدد قتلى التحالف في 2008 البالغ 294.[134]
- سبتمبر:
  - 4 سبتمبر: غارة جوية أمريكية على ناقلتي وقود قتلت ما لا يقل عن 70 شخصًا في ولاية فراه بعد أن اختطفها مسلحو طالبان. يزعم أقارب القتلى الغاضبين أن المدنيين كانوا يأخذون الوقود من الصهاريج عندما جاءت الغارة الجوية.[135]
- ديسمبر:
  - في 1 ديسمبر أعلن الرئيس الأمريكي باراك أوباما أنه سيرسل 30 ألف جندي إضافي للمساعدة في محاربة تمرد طالبان. ردت حركة طالبان على خطاب الرئيس بالقول إنها ستكثف قتالها في أفغانستان. قال أحد قادة طالبان لبي بي سي إنه إذا جاء المزيد من القوات الأمريكية فسيموت المزيد.[136] [133]
  - بعد إعادة انتخابه المختلف عليه، أعلن الرئيس حامد كرزاي المضي قدمًا في خطة لويا جيرغا لمناقشة تمرد طالبان. ستتم دعوة طالبان للمشاركة في هذا المجلس.[137]

## 2010

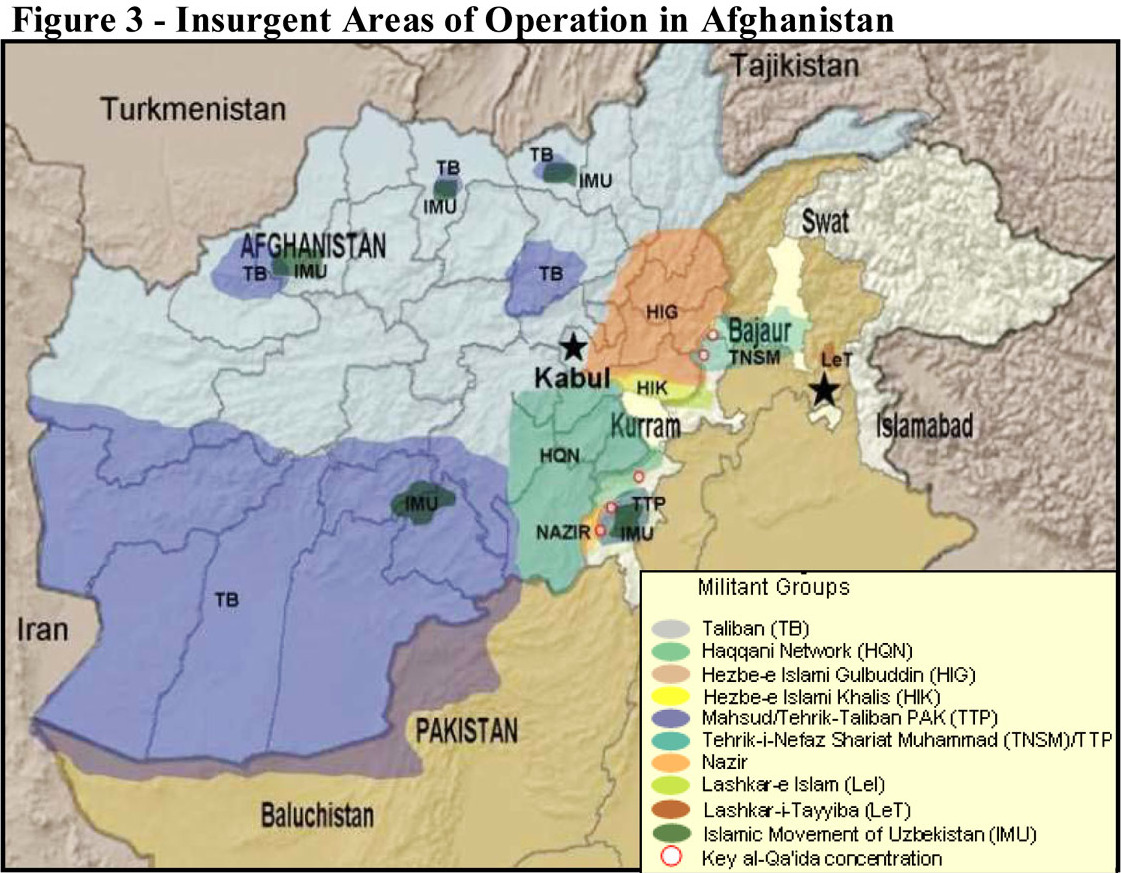
مناطق المتمردين في أفغانستان والمناطق الحدودية لباكستان، بدءًا من 2010

قامت قوات الإيساف في فبراير 2010 بطرد حركة طالبان من أجزاء من ولاية هلمند. فنشرت طالبان تمردها إلى الولايات الشمالية من البلاد. وكانت السياسة الجديدة لطالبان هي نقل المسلحين من الجنوب إلى الشمال لإظهار وجودهم في كل مكان وفقًا لمحافظ ولاية فارياب عبد الحق شفق. مع تمركز معظم القوات الأفغانية وقوات الناتو في المقاطعات الجنوبية والشرقية، استولى المتمردون على مناطق جديدة في ولايات في الشمال مثل قندوز وبغلان، وتسللوا إلى جبال ولاية بدخشان في الشمال الشرقي.

### الجدول الزمني
- يناير:
  - 17 يناير: في هذا اليوم شلت المعارك بالقرب من القصر الرئاسي والمباني الحكومية الأخرى العاصمة الأفغانية لساعات.[142][143] فعندما أدى الرئيس كرزاي اليمين داخل القصر الرئاسي، شن مسلحون هجمات على مواقع متعددة في كابل، ومنها مراكز التسوق ودار السينما والبنك المركزي. شن فريق من المسلحين هجوما مذهلا «بأسلوب الكوماندوز» حيث قام رجلين بتفجير عبوتين انتحاريتين وتقوم البقية بالقتال حتى الموت بالقرب من بوابات القصر الرئاسي، وهي عملية شنها مسلحون لإعطاء الانطباع بأنه لا يمكن فعليًا أن يكون أي جزء من البلاد آمنًا.[144][145][146] قالت طالبان إنها نشرت 20 انتحاريًا يرتدون سترات ناسفة مسلحين بأسلحة ثقيلة وخفيفة.[147][148]
  - قدر مسؤول أمني غربي أن وقوع الحوادث الأمنية في كابل يكون مرة كل سبعة إلى عشرة أيام.[149]
- فبراير:
  - 26 فبراير: استهدف مسلحون الفنادق وبيوت الضيافة في كابل. ويعتقد بأن تسعة هنود ودبلوماسي إيطالي وصانع أفلام فرنسي من بين القتلى في أسوأ هجوم على العاصمة الأفغانية منذ عدة أشهر. بدأت معركة التي استمرت أربع ساعات بتفجير انتحاريون سيارة مفخخة ثم ألقى مقاتلو طالبان قنابل يدوية. وبدا أن الهجمات كانت تستهدف مسؤولي الحكومة الهندية والعاملين في المجال الطبي. قُتل ثلاثة من رجال الشرطة الأفغانية، وكان ستة ضباط آخرين من بين 38 شخصًا أصيبوا في ما وصف بأنه هجوم مخطط جيدًا ومنسق.[150]
- يونيو:
  - 2-4 يونيو:

- - نظمت إدارة كرزاي مجلس السلام الأفغاني في كابل الذي تم الإعلان عنه بعد الانتخابات الرئاسية 2009. ولم تتم دعوة طالبان.
- يوليو:
  - 20-29 يوليو: المؤتمر الدولي حول أفغانستان في كابل
- أغسطس:
  - 6 أغسطس: مقتل 10 من أعضاء الفريق الطبي لجمعية خيرية مسيحية في جبال بدخشان.[151][152]
  - 10 أغسطس: صرحت منظمة العفو الدولية أن على المحكمة الجنائية الدولية فتح تحقيق رسمي في الجرائم التي ارتكبتها حركة طالبان وغيرها من الجماعات المتمردة في أفغانستان.[153]

## 2011
استمر التمرد بقوة في 2011.

### الجدول الزمني
واصلت طالبان مهاجمة قوات الناتو والقوات الأفغانية ونصب الكمائن لها، وكذلك الاغتيالات المستهدفة لمسؤولين حكوميين.
- يناير:
  - 29 يناير: مقتل نائب والي قندهار في هجوم انتحاري.
- أبريل:
  - 15 أبريل: قُتل قائد شرطة قندهار ، الجنرال خان محمد مجاهد.
  - أفادت الأنباء أن الولايات المتحدة تنفق ملياري دولار أسبوعياً للقتال في أفغانستان ضد طالبان في سنة 2011. وفي توقعات 2011 قدرت الحرب في أفغانستان بـ 108 مليار دولار لهذا العام، في حين قدرت الحرب العراقية بـ 50 مليار دولار.[154]
- مايو:
  - 28 مايو: اغتالت طالبان أحد خصومها الرئيسيين محمد داود داود قائد شرطة شمال أفغانستان في هجوم بقنبلة. كما قتل ستة آخرون.
- يوليو:
  - 18 يوليو: اغتيل جان محمد خان مستشار الرئيس كرزاي على يد طالبان في كابل. وأسفر هجوم آخر عن مقتل نائب أفغاني.[155]
  - اعتبارًا من 18 يوليو بدأت قوات التحالف خطتها الانتقالية بتسليم السلطة في عدة مناطق إلى السلطة الأفغانية بعد خطتها للانسحاب المستقبلي من البلاد. قتل مسلح من طالبان كان قد تسلل إلى قوة الشرطة الأفغانية سبعة من رجال الشرطة الآخرين في لشكركاه.[156] وفي اليوم نفسه قُتل قائد شرطة منطقة ريجستان وثلاثة من رجال الشرطة في هجمات بالقنابل.[157]
  - اعتبارًا من 22 يوليو قُتل 325 من مقاتلي التحالف، أكثر من 55٪ من الوفيات بسبب العبوات الناسفة.[158]
  - 19 يوليو: ترك القائد العام لإيساف ديفيد بتريوس منصبه بنتائج متباينة.[159][160] خلال الفترة التي قضاها رئيسًا لقوة المساعدة الأمنية الدولية (إيساف) قُتل أو أسر 3775 مسلحًا في 2832 غارة[160] بينما قُتل 713 جنديًا من الناتو. بشكل عام ارتفع مستوى العنف في البلاد. تم استبداله بالجنرال جون ألين.
  - بين 20 و 22 يوليو ، قتلت قوات الناتو 50 مقاتلاً من حقاني في هجوم على معسكرهم.[161]
  - 24 يوليو: اكتشف تحقيق عسكري أمريكي أن جزءًا من ملياري دولار من الأموال التي قدمتها الولايات المتحدة في العقود قد وقع في يد طالبان.[162]
  - 27 يوليو: مقتل رئيس بلدية قندهار غلام حيدر حميدي في هجوم انتحاري.[163]
  - 28 يوليو: انتحاريون وقناصة هاجموا مقر شرطة ترين كوت في هجوم واسع النطاق أسفر عن مقتل أكثر من 21 شخصًا بمن فيهم الصحفي الأفغاني أحمد أوميد خبولواك.[164] وفقًا لوزير الداخلية الأفغاني خلال فترة السنتين بين 19 مارس 2009 و 19 مارس 2011 قُتل 2770 شرطياً أفغانياً وجُرح 4785، وقُتل 1052 جندياً أفغانياً وجُرح 2413.[165]
  - 31 يوليو: مقتل 10 من رجال الشرطة الأفغانية في هجوم انتحاري في لشكركاه حيث كانت قوات الأمن الأفغانية قد استولت على زمام الأمور من الناتو قبل أسبوع. وفي اليوم نفسه قُتل 10 حراس أفغان كانوا يحمون قافلة إمدادات للناتو في الهجوم.[166] وقبلها بيوم قُتل 5 جنود أفغان وجنديان من الناتو في هجوم بالقنابل على دوريتهم.[167]
- أغسطس:
  - 6 أغسطس: قُتل 31 جنديًا من القوات الخاصة الأمريكية في حادث تحطم مروحيتهم على الأرجح أثناء قتال مع طالبان.[168] كما قتل سبعة جنود أفغان. كان هذا أكبر عدد من القتلى لقوات الناتو في الحرب بأكملها. كان معظم الجنود الأمريكيين القتلى من جنود البحرية الأمريكية.[169]
  - 7 أغسطس: قتل 4 جنود من الناتو من بينهم اثنان من أعضاء الفيلق الأجنبي الفرنسي وأصيب 5 آخرون.[170]

## 2012
استمر تمرد طالبان في 2012.

### الجدول الزمني
- أغسطس:
  - 27 أغسطس: قتل متمردو طالبان 17 مدنياً - خمسة عشر رجلاً وامرأتان[171] - كانوا يحضرون حفلة في منطقة جنوب هلمند. وقال مسؤول حكومي إن الضحايا قُطعت رؤوسهم بسبب احتفالهم بالموسيقى والرقص المختلط[172] في منطقة موسى قلعة في هلمند، الأمر الذي يتعارض مع الإسلام لطالبان. لكن في وقت لاحق قال مسؤول حكومي إقليمي إن 17 شخصًا قتلوا بسبب قتال بين قائدين من طالبان. تم قطع رؤوس المدنيين أو قطع أعناقهم، لكن ظهرت على بعضهم آثار طلقات نارية أو ضرب.[171] وقد أدان الرئيس الأفغاني حامد كرزاي الهجمات، وأمر بإجراء تحقيق في ذلك،[172] وكذلك أدانه زعيم تحالف الناتو بقيادة الولايات المتحدة والأمم المتحدة والاتحاد الأوروبي. إلا أن طالبان نفت مسؤوليتها عن الهجوم قائلة إن أعضائها لا يقتلون المدنيين على الإطلاق. وقع الهجوم في نفس اليوم عندما قتل جندي أفغاني جنديان أمريكيان.[173]
  - قتل 10 جنود أفغان على يد طالبان في ولاية هلمند.[171]

## 2013
في 3 أبريل هاجم مسلحون تابعون لطالبان مباني حكومية في ولاية فاره، مما أسفر عن مقتل 34 مدنياً و 10 من أفراد قوات الأمن. وقتل تسعة من المهاجمين.
- يونيو:
  - في 11 يونيو قتل انتحاري من طالبان بسيارته المفخخة في كابل 16 شخصا.
  - وفي 25 يونيو قتل مسلحون ثلاثة حراس. قُتل ثمانية من المهاجمين.
- سبتمبر:
  - في 13 سبتمبر قتل مسلحون من طالبان ثمانية من حراس الأمن وشرطي في هيرات. قُتل المهاجمون السبعة جميعًا.

## 2014
عندما بدأت القوات الأمريكية في المغادرة ازداد هجمات طالبان، كانت هناك تكهنات بأن طالبان كانت تنتظر انسحابًا أمريكيًا قبل شن هجوم كبير.

### الجدول الزمني
- 25 يوليو - قتل المتمردون الأفغان 17 مدنيًا أثناء سفرهم من كابل.[175]
- 13 ديسمبر - اغتيال عتيق الله رؤوفي.[176]

## 2015
شهد عام 2015 تحقيق طالبان مكاسب مختلفة في أفغانستان في محاولة لتفكيك الحكومة الأفغانية الوليدة بنجاحات لم تشهدها منذ تدخل الناتو سنة 2001. زادت طالبان من الهجمات الانتحارية وحققت مكاسب إقليمية متعددة في جميع أنحاء البلاد.

### معركة قندوز
- بدءًا من أبريل قاتلت حركة طالبان للسيطرة على مدينة قندوز في مقاطعة قندوز الشمالية، واستولت على المدينة في سبتمبر. استعادت القوات المسلحة الأفغانية السيطرة على المدينة في أكتوبر، لكن مصادر محلية تعارض هذا الادعاء.[177] أدى السقوط السريع للمدينة إلى دعوات من بعض المسؤولين الحكوميين للرئيس أشرف غني والرئيس التنفيذي عبد الله عبد الله للاستقالة.[178]

### هجوم هلمند
في ديسمبر حققت حركة طالبان المزيد من المكاسب الإقليمية من خلال محاصرة القوات الأفغانية في مدن لشكركاه وسنجين والبلدات النائية في ولاية هلمند في جنوب أفغانستان. وفي نهاية ديسمبر، استولت طالبان على معظم سانجين وحاصرت القوات الأفغانية المحلية وإجبرتها على الاعتماد على الجسور الجوية للذخيرة والطعام.

### تأثيرات
المكاسب التي حققتها طالبان أعاقت محادثات السلام بينها وبين الحكومة وأثارت الانقسامات في طالبان بشأن المفاوضات. رداً على الهجمات الجديدة، تم الإبلاغ عن أن الولايات المتحدة سوف تبطئ سحب قواتها للمساعدة في عمليات مكافحة التمرد.

## 2016
- 14 أبريل: هاجمت طالبان قندز.
- 31 مايو: اختطاف حافلة تقل 220 شخصًا ومقتل 10؛
- 1 يونيو: اقتحام محكمة في غزنة، وقتل 5 من طالبان و 5 قتلى آخرين؛
- يونيو: طالبان لديها 25 ألف مقاتل في هلمند وقندهار وأوروزغان بحسب مصادر أمريكية؛[183]
- 18 يوليو هاجم قلعه زال دون جدوى.
- يوليو: 20٪ من أفغانستان في أيدي طالبان، كما قالت مجلة تايم؛[184]
- ديسمبر: سيطرت طالبان على 10٪ من أفغانستان، على حد قول الجيش الأمريكي.[185]

## 2017
- 10 يناير: قتلت حركة طالبان عشرات الأشخاص في تفجيرات في كابل ولشكركاه ولاية هلمند.
- 21 أبريل: هاجم حوالي 10 أعضاء من طالبان معسكر شاهين في مزار شريف في ولاية بلخ، مما أسفر عن مقتل ما لا يقل عن 140 جنديًا، وقُتل جميع المهاجمين.
- 22 يونيو ، قتل مفجر انتحاري من طالبان 34 شخصًا على الأقل في أحد البنوك في لاشكارجاه.

## 2018
- 27 يناير - قتل انتحاري من طالبان أكثر من 100 شخص في كابل باستخدام قنبلة في سيارة إسعاف.
- 12 يوليو إلى 1 أغسطس - نفذت حركة طالبان هجوم درزاب واستولت على منطقة درزاب بعد استسلام تنظيم ولاية خراسان إلى الحكومة الأفغانية. من 10 إلى 15 أغسطس شنت طالبان سلسلة من الهجمات، كان أكبرها هجوم غزنة، حيث استولت طالبان على تلك المدينة لعدة أيام، لكنها تراجعت في النهاية. قتلت حركة طالبان مئات الجنود والشرطة الأفغان واستولت على العديد من القواعد الحكومية والمناطق.
- سبتمبر - أثارت الأمم المتحدة مخاوف بشأن تزايد عدد الضحايا المدنيين بسبب الضربات الجوية في أفغانستان. أسقطت القوات الجوية الأمريكية حوالي 3000 قنبلة على المدنيين في الأشهر الستة الأولى من العام، لإجبار مقاتلي طالبان على إجراء محادثات سلام. وفي بيان أصدرته بعثة الأمم المتحدة للمساعدة في أفغانستان، ذكّرت جميع أطراف النزاع بـ «الوفاء بالتزاماتها بحماية المدنيين من الأذى».[186]
- 17 أكتوبر - قبل أيام من الانتخابات البرلمانية، قُتل مرشح انتخابي عبد الجبار قهرمان في هجوم شنته حركة طالبان. أصدرت طالبان بيانًا حذرت فيه المعلمين والطلاب من عدم المشاركة في الانتخابات المقبلة أو استخدام المدارس كمراكز اقتراع.[187]
- 17 ديسمبر - أجرى دبلوماسيون أمريكيون محادثات مع طالبان في الإمارات العربية المتحدة بشأن احتمال إنهاء الحرب. وأعطت طالبان شروطا بشأن موعد انسحاب القوات التي تقودها الولايات المتحدة قبل أي محادثات مع حكومة كابل وطالبت واشنطن بعدم معارضة تشكيل حكومة إسلامية. ومع ذلك ، أصر المسؤولون الأمريكيون على الاحتفاظ ببعض القوات وعلى الأقل قاعدتين في البلاد. ووصف المسؤولون الأمريكيون الاجتماع بأنه «جزء من جهود الولايات المتحدة وشركاء دوليين آخرين لتعزيز الحوار بين الأفغان بهدف إنهاء الصراع في أفغانستان».[188]

## 2019
- 21 يناير - قتلت حركة طالبان نحو 100 شخص في قاعدة المديرية الوطنية للأمن في ميدان شهر بولاية وردك.
- 4 فبراير - هاجمت حركة طالبان نقطة تفتيش في ولاية بغلان الشمالية. قتل 21 شخصا بينهم 11 شرطيا. وفي اليوم نفسه وقع هجوم آخر في ولاية سمنكان الشمالي أسفر عن مقتل 10 أشخاص.[189]
- 1 مارس - قادت حركة طالبان هجومًا على قاعدة شوراباك العسكري في هلمند، مما أسفر عن مقتل 23 عنصرًا وإصابة 20 عنصرًا.[190]
- 20 أبريل - قتلت طالبان في هجوم آخر ما لا يقل عن 23 جنديًا أفغانيًا وتسعة مدنيين.[191]
- 12 مايو - هاجم مسلحون مستشفى للولادة في كابل، مما أدى إلى 24 شخصًا. وتظاهر المهاجمون بأنهم ضباط شرطة وهم يرتدون زي الشرطة، مما أتاح لهم دخول المستشفى وفتحوا النار على من بداخلها.[192]
- 28 يوليو - ذكر أن مكتب أمر الله صالح نائب الرئيس أشرف غني قد تعرض  لهجوم انتحاري مع عدد قليل من المسلحين. قُتل ما لا يقل عن 20 شخصًا وجُرح 50، وكان صالح من بين الجرحى. خلال العملية التي استمرت ست ساعات، تم إنقاذ أكثر من 150 مدنياً وقتل ثلاثة مسلحين.[193]
- 3 سبتمبر - أعلنت حركة طالبان مسؤوليتها عن الهجوم الانتحاري الذي استهدف مجمع القرية الخضراء في العاصمة الأفغانية كابل. وطبقاً للتقارير فقد قُتل قرابة 16 مدنياً، بينما أصيب 119 بجروح.[194]
- حافظت الحكومة الأمريكية في معظم العام على محادثات رفيعة المستوى مع طالبان، في محاولة لتأمين اتفاق سلام مع حركة التمرد. ومع ذلك فقد أدى تفجير انتحاري في كابل في 7 سبتمبر 2019 وأسفر عن مقتل 11 شخصًا وجندي أمريكي واحد إلى دفع الرئيس الأمريكي إلى وقف محادثات السلام مع طالبان.[195]
- في منتصف سبتمبر زعم وزير الخارجية الأمريكي مايك بومبيو أن طالبان تكبدت أكثر من 1000 قتيل في غضون أسبوع واحد فقط منذ أن أوقفت الولايات المتحدة مفاوضات السلام مع طالبان.[196]
- 15 سبتمبر - قُتل 38 من مقاتلي طالبان، بينهم اثنان من كبار القادة في عملية عسكرية أمريكية أفغانية مشتركة.[197]
- 27 أكتوبر - قُتل 80 من مقاتلي طالبان نتيجة عمليات عسكرية أفغانية - أمريكية مشتركة في قندهار وفارياب.[198]

## 2020
- 29 فبراير - توصلت الولايات المتحدة إلى اتفاق مع ممثلي طالبان في الدوحة قطر. يدعو الاتفاق إلى انسحاب جميع القوات الأمريكية والقوات المتحالفة البالغ عددهم 13 ألفًا خلال الأشهر الـ 14 المقبلة، بشرط أن تواصل طالبان عملية السلام. الانسحاب الأول لنحو 5000 فرد سيحدث في غضون 135 يومًا القادمة.[199] نص اتفاق السلام على أن طالبان لا تسمح للمنظمات الإرهابية مثل القاعدة «باستخدام أراضي أفغانستان لتهديد أمن الولايات المتحدة وحلفائها».[199] إذا نجحت فإن اتفاق السلام سينهي 18 سنة من الصراع. بعد أيام فقط من توقيع الاتفاق التاريخي شنت القوات الأمريكية غارات جوية على جنود طالبان كإجراء دفاعي، حيث كان مقاتلو طالبان يهاجمون بقوة نقطة تفتيش حكومية أفغانية.[200]
- 2 مايو - كشفت الولايات المتحدة أن الاتفاقية تضمنت التزامًا غير رسمي لكلا الجانبين بخفض العنف بنسبة 80٪. لذا تراجعت الهجمات بعد توقيع الاتفاق على المدن وقوات التحالف، لكن الهجمات الإجمالية زادت بنسبة 70٪ مقارنة بالفترة نفسها في 2019 حسب رويترز. وتقول طالبان أن الهجمات قد تراجعت منذ توقيع الاتفاقية.[201]
- 14 مايو - قتل مفجر انتحاري بشاحنة مفخخة خمسة مدنيين في غرديز ولاية بكتيا. وفي 18 مايو قتلت طالبان تسعة أشخاص في هجوم مماثل في ولاية غزني.
- 28 مايو - تم تنفيذ الهجوم الأول منذ انتهاء وقف إطلاق النار لمدة ثلاثة أيام في عطلة عيد الفطر عند نقطة تفتيش في ولاية بروان شمال كابل، مما أدى إلى مقتل 14 عنصرًا على الأقل من قوات الأمن الأفغانية.[202] وألقي اللوم على طالبان في الهجوم. وذكر أن عناصر من طالبان قتلوا أيضًا أثناء الهجوم، رغم أن طالبان لم تعلن مسؤوليتها عن الهجوم.[203] وطبقاً لقائد شرطة المنطقة حسين شاه، فقد أشعل مقاتلو طالبان النيران في نقطة التفتيش، مما أسفر عن مقتل خمسة من قوات الأمن أثناء ذلك، فيما قتل اثنان آخران بطلقات نارية.[204]
- 29 مايو - تم الكشف عن إصابة العديد من قادة حركة طالبان وشبكة حقاني المتحالفة مع طالبان بفيروس COVID-19. وقد أدى ذلك إلى جعل نجل المؤسس الراحل ملا محمد عمر ملا محمد يعقوب قائداً بالإنابة للتنظيم بأكمله.[205]
- في أغسطس قدر مسؤولو المخابرات الأمريكية أن إيران قدمت منحًا لشبكة حقاني المرتبطة بطالبان لقتل جنود أجانب في أفغانستان، بمن فيهم الأمريكان.[206][207] وأقرت المخابرات الأمريكية أن إيران دفعت مكافآت لمتمردي طالبان عن هجوم 2019 على مطار بغرام.[208] ووفقًا لشبكة CNN فإن إدارة دونالد ترامب «لم تذكر أبدًا علاقة إيران بالتفجير وقد قال مسؤولون حاليون وسابقون إنه مرتبط بإعطاء الأولوية الأوسع لاتفاقية السلام والانسحاب من أفغانستان».[206]
- 14 أغسطس - أصيبت فوزية كوفي وهي سياسية أفغانية وناشطة في حقوق الإنسان برصاصة في ذراعها في محاولة اغتيال بالقرب من كابل. وكانت كوفي من أشد منتقدي طالبان وكانت أيضًا جزءًا من الفريق المكون من 21 عضوًا والمسؤول عن تمثيل الحكومة الأفغانية في محادثات السلام مع طالبان.[209]
- 12 أكتوبر - شنت قوات طالبان هجومًا كبيرًا في ولاية هلمند، حيث أبلغت الأمم المتحدة عن إجبار 35,000 مدنيا على الفرار من منازلهم. خلال هذا القتال في يوم 14 أكتوبر اصطدمت طائرتان هليكوبتر للجيش الأفغاني أثناء إجلاء الجرحى ببعضهما البعض مما أسفر عن مقتل جميع الركاب وأفراد الطاقم في كلتا الطائرتين. أوقفت طالبان الهجوم بسبب الضربات الجوية الأمريكية.[210]
- 21 أكتوبر - نصب مسلحو طالبان كمينًا لقوات الأمن الأفغانية في ولاية تخار مما أسفر عن مقتل 34 شخصًا على الأقل.[211]
- في أواخر أكتوبر كتبت حوالي 25 منظمة أفغانية وأسترالية لحقوق الإنسان رسالة إلى الحكومة الأسترالية تطالب فيها بالإفراج عن تحقيق للمفتش العام لقوات الدفاع الأسترالية في جرائم الحرب التي ارتكبتها القوات الأسترالية الخاصة في أفغانستان.[212]

## 2021

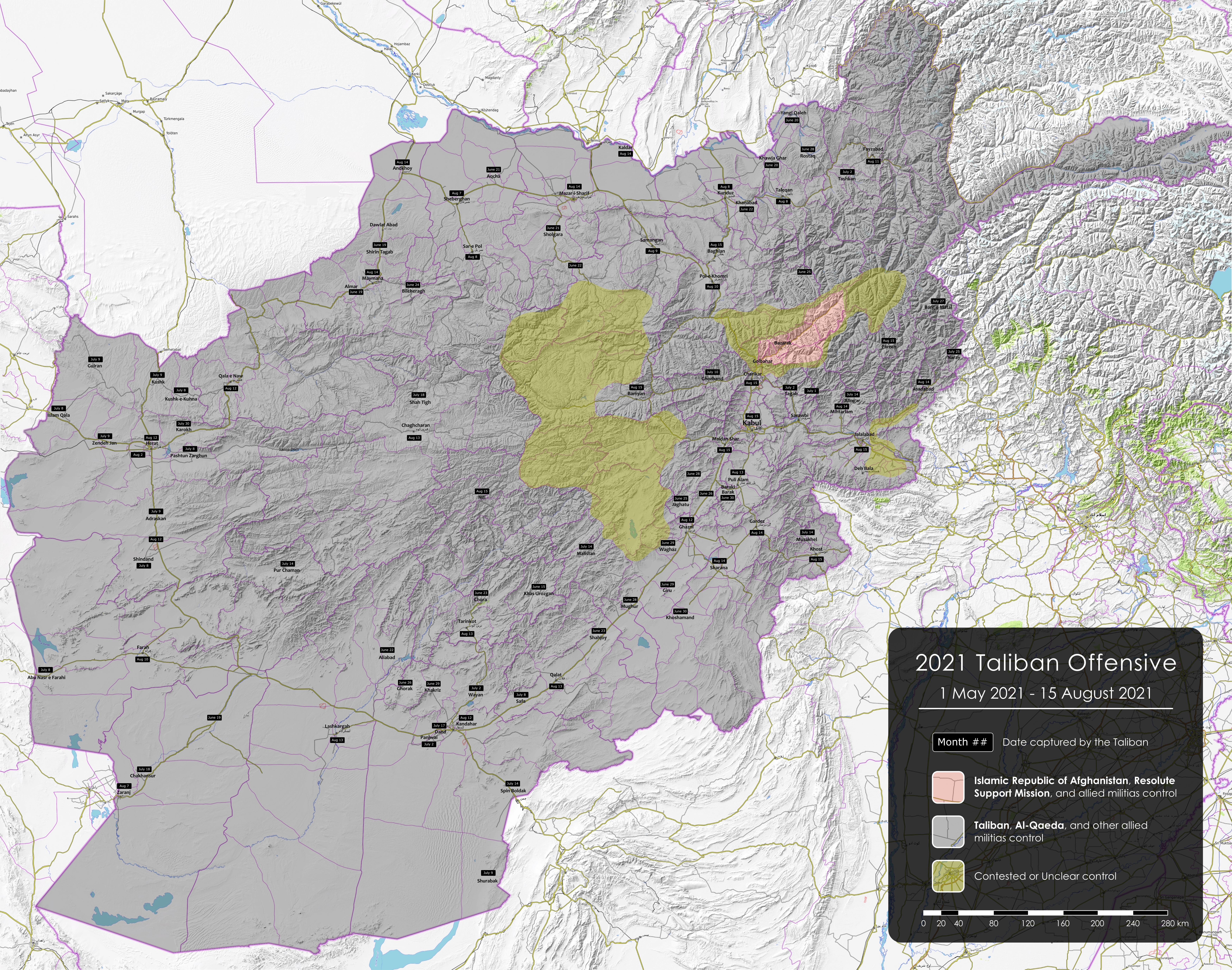
خريطة توضح مناطق هجوم طالبان 2021

بدأت قوات الولايات المتحدة وحلفاؤها الانسحاب من أفغانستان في 2021، مما سمح لطالبان بتكثيف عملياتها.
- في أوائل مارس - سقطت منطقة ألمار في يد طالبان،[213] وانسحبت القوات الحكومية من قاعدة في منطقة بالا مرغب بولاية بادغيس.[214] وأعلنت وزارة الداخلية أنها انسحبت من 40٪ من نقاط التفتيش التابعة للشرطة، وأنشأت طالبان نقاط تفتيش على طريقي قندوز-تخار وبول خمري-مزار شريف السريعين.[214]
- 22 مارس - سقطت منطقة خرخ في ولاية لوكر في أيدي قوات طالبان بعد مقتل العديد من أفراد الجيش والشرطة على أيدي مسلحي طالبان المهاجمين. وأخلت ماتبقى من تلك القوات مواقعها.[215][216]
- 14 أبريل - هاجمت قوات طالبان قاعدة عسكرية أفغانية في زابل، مما أسفر عن مقتل ما لا يقل عن 10 جنود أفغان بمن فيهم قائدهم.[217]
- 20 مايو - ذكر تقرير للأمم المتحدة أن «طالبان الآن تتنافس أو تسيطر على ما يقدر بـ 50 إلى 70% من الأراضي الأفغانية خارج المراكز الحضرية، بينما تمارس أيضًا سيطرة مباشرة على 57 في المائة من المراكز الإدارية للمقاطعات».[218]
- 4 و 5 يونيو - سقطت منطقة دوآب في أيدي قوات طالبان بعد 20 يومًا من القتال. كانت هذه المنطقة السابعة التي تسقط في يد طالبان منذ 1 مايو 2021.[219]
- ما بين 1 و 11 يونيو - وفقًا لصحيفة نيويورك تايمز، قُتل 327 من قوات الأمن الأفغانية و 82 مدنياً. كما سقطت ما لا يقل عن 11 منطقة بيد طالبان في نفس الفترة.[220]
- 16 يونيو - قُتل حوالي 24 من قوات الكوماندوز الأفغانية و 5 ضباط شرطة بعد أن حاصرتهم قوات طالبان أثناء الدفاع عن مقاطعة دولت آباد الرئيسية في ولاية فارياب. وانتهت المعارك بسيطرة طالبان على المقاطعة.[221]

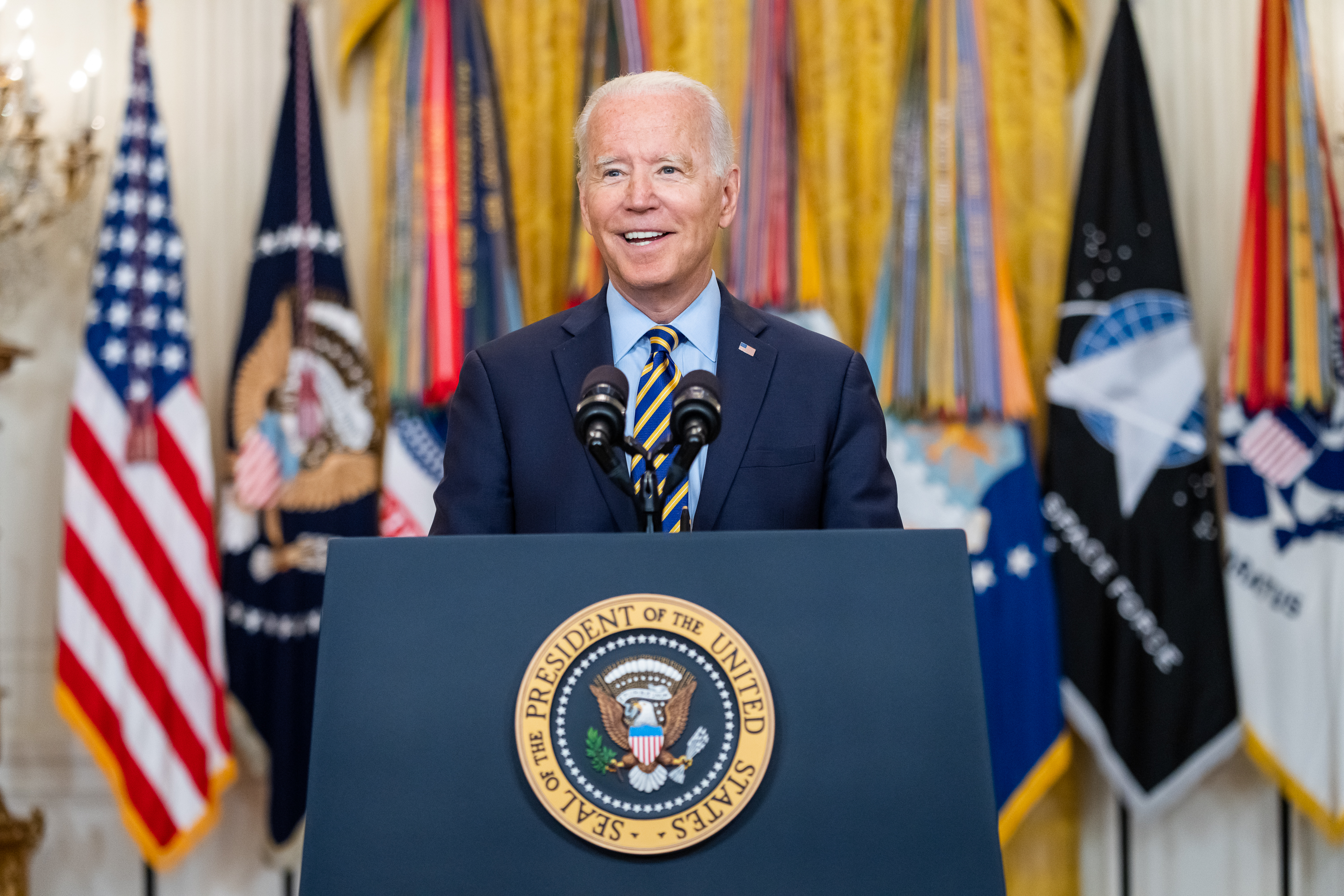
في 8 يوليو ، صرح الرئيس جو بايدن أن: «احتمال قيام طالبان باجتياح كل شيء وامتلاك البلد بأكمله أمر مستبعد للغاية».

- 18 يونيو - دخلت قوات طالبان مدينة قندوز، وبدأت معركة جديدة للسيطرة على المدينة.[223] وقد استمر القتال حتى 22 يونيو.[224]
- 22 يونيو - استولت طالبان على شيرخان بندر، معبر طاجيكستان الحدودي الرئيسي في أفغانستان.[225] سقطت 13 منطقة بيد طالبان في غضون 24 ساعة.[226] وفي نفس اليوم اندلع قتال عنيف أيضًا في ولاية بغلان بعد أن شنت القوات الأفغانية عملية عسكرية على مشارف بل خمري عاصمة المقاطعة، مما أسفر عن مقتل 17 من مقاتلي طالبان بمن فيهم قاري خالد، قائد إحدى فرق طالبان.[227] في الوقت نفسه سيطرت قوات طالبان على بلخ وحاصرت العاصمة مزار شريف.[228]
- 23 يونيو - اشتبكت القوات الأفغانية والطالبان داخل بل خمري.[229]
- 25 يونيو - سيطرت طالبان على مقاطعتي شينواري وغوربند في ولاية بروان شمال كابل.[230] وفي نفس اليوم أفادت شبكة إن بي سي نيوز أن طالبان «فوجئت بسرعة تقدمهم وتجنبوا الاستيلاء على بعض الأهداف حتى لا تتعارض مع الولايات المتحدة»،[231] وأطلقت الحكومة الأفغانية برنامجًا أطلق عليه اسم الحشد الوطني الذي استهدف لتسليح الميليشيات لمحاربة طالبان.[232]
- 29 يونيو - أدى القتال العنيف بين متمردي طالبان والقوات الحكومية إلى مقتل 28 مدنياً وإصابة 290 آخرين خلال الأسبوع الماضي وفقاً لرئيس مستشفى في قندوز، وكان معظم القتلى من الأطفال والنساء وكبار السن. كانت حركة طالبان قد تجاوزت معاقلها الجنوبية وكثفت القتال في الشمال حسب خبراء عسكريين.[233]
- 2 يوليو - غادرت القوات الأمريكية قاعدة بغرام بالكامل، وسلمتها إلى القوات المسلحة الأفغانية. وبدا أن التحالف بزعامة الولايات المتحدة على استعداد لمغادرة أفغانستان بعد 20 عامًا. وفي غضون ذلك استمر القتال بين طالبان والقوات الحكومية، حيث قال المحللون إن طالبان ستكون «على أبواب كابل».[234] وبعدها تعرض مطار بغرام للنهب من قبل السكان المحليين بعد الانسحاب الأمريكي المفاجئ من القاعدة الجوية، الذي تم دون أي تنسيق مع المسؤولين المحليين. وقامت القوات الأفغانية في وقت لاحق بتطهير القاعدة الجوية من اللصوص والسيطرة عليها.[235]
- خلال تلك الفترة أفادت الأنباء أنه في يونيو استولت طالبان على 700 عربة هامفي بالإضافة إلى عشرات المركبات المدرعة وأنظمة المدفعية من الجيش الوطني الأفغاني حيث أصبحت المزيد من المناطق تحت سيطرة الجماعة أثناء هجومها في الشمال.[236]
- 4 يوليو - سيطرت طالبان على عدة مناطق أخرى خلال الليل حيث تخلت القوات الأفغانية عن مواقعها وهربت إلى طاجيكستان المجاورة عبر ولاية بدخشان. أفادت لجنة الدولة للأمن القومي في طاجيكستان أن أكثر من 300 جندي أفغاني عبروا الحدود الطاجيكية حيث أكد المتحدث باسم طالبان ذبيح الله مجاهد أن معظم الأراضي المكتسبة تمت دون قتال.[237]
- 5 يوليو - قال المستشار الرئاسي الأفغاني حمد الله محب إنه سيكون هناك هجوم مضاد ضد طالبان في الشمال بعد أن استولت المجموعة على ست مناطق في ولاية بدخشان. وقبلها بيوم تخلى حوالي 1037 جنديًا أفغانيًا عن مواقعهم وفروا إلى طاجيكستان.[238]
- 7 يوليو - دخل متمردو طالبان قلعه نو العاصمة الإقليمية لولاية بادغيس، مع أنباء عن قتال عنيف حيث تحرك مسلحو طالبان «نحو وسط المدينة». تم نقل جميع المسؤولين الحكوميين في المدينة إلى قاعدة عسكرية قريبة، بينما أفرجت طالبان عن 400 سجين من سجن المدينة.[239]
- 9 يوليو - استولت طالبان على مدينة إسلام قلعة الحدودية هرات أكبر معبر حدودي أفغاني مع إيران.[240] وفي نفس اليوم استولى مقاتلو طالبان على بلدة تورغوندي الحدودية على الحدود مع تركمانستان حيث انهارت قوات الأمن الوطني الأفغانية في هرات.[241] وقالت وزارة الداخلية إنه تم نقل القوات مؤقتًا وإن الجهود جارية لاستعادة المعبر الحدودي. بالإضافة إلى ذلك ذكر المتحدث باسم حاكم إقليم قندهار روح الله خان زاده أن طالبان بدأت القتال للاستيلاء على مدينة قندهار.[242]
- 22 يوليو - قتل 100 شخص في إطلاق نار جماعي في مقاطعة سبين بولدك.
- 3 أغسطس - هاجم انتحاري بسيارة مفخخة ومسلحين كابل. قُتل ثمانية أشخاص عدا المهاجمين.[243]
- 12 أغسطس - أضحى ثلثي البلاد في بيد طالبان، مع وجود أربع مدن فقط خارج سيطرة طالبان. قدرت قطاعات في حكومة الولايات المتحدة (CIA) سقوط كابل في غضون 90 يومًا، ويقال إن الدبلوماسيين الأمريكيين كانوا يطلبون من طالبان عدم تشويه السفارة الأمريكية هناك.[244] ثبت أن التقدير غير صحيح: سقطت بقية البلاد في يد طالبان في غضون أيام قليلة، بعد سقوط العاصمة كابل وفرار الرئيس أشرف غني من البلاد مساء 15 أغسطس.[245]
- في 14 أغسطس - تم الإبلاغ عن مناوشات في منطقة باغمان من ضواحي كابل. هاجمت حركة طالبان ضواحي كابل واستولت على مواقع أمنية في منطقة باغمان.
- في 15 أغسطس - بدأت معركة كابل مع انقطاع التيار الكهربائي في جميع أنحاء المدينة وهجمات عنيفة من ضواحيها.[246] ووردت أنباء في نفس اليوم عن مفاوضات استسلام العاصمة.[247]

## التمويل
في 28 يوليو 2009 قال ريتشارد هولبروك المبعوث الأمريكي الخاص لأفغانستان وباكستان، إن تحويلات الأموال من أوروبا الغربية ودول الخليج تجاوزت عائدات تجارة المخدرات وأنه تم تشكيل فريق عمل جديد لإغلاق مصدر الأموال هذا.
تحقق الوكالة الأمريكية للتنمية الدولية في إمكانية تحويل الرشاوى من عقودها إلى طالبان.
زعم تقرير صادر عن كلية لندن للاقتصاد (LSE) أنه يقدم أكثر الأدلة الملموسة حتى الآن على أن وكالة الاستخبارات الباكستانية ISI توفر التمويل والتدريب والملاذ لطالبان على نطاق أكبر بكثير مما كان يعتقد سابقًا. تحدث كاتب التقرير مات والدمان إلى تسعة قادة ميدانيين تابعين لطالبان في أفغانستان وخلص إلى أن علاقة باكستان بالمتمردين أعمق بكثير مما كان متوقعًا في السابق. وأشار بعض من تمت مقابلتهم إلى أن المنظمة حضرت اجتماعات المجلس الأعلى لطالبان مجلس شورى كويتا. ونفى متحدث باسم الجيش الباكستاني التقرير ووصفه بأنه خبيث.